# 엘 차풀린 콜로라도 아니마도
《엘 차풀린 콜로라도 아니마도》(스페인어: El Chapulín Colorado Animado)는 멕시코 애니메이션 시리즈입니다.

## 같이 보기
- 체스피리토